# Mosset
Mosset (katalanisch gleichlautend) ist eine französische Gemeinde im Département Pyrénées-Orientales in der Region Okzitanien. Sie ist dem Kanton Les Pyrénées catalanes und dem Arrondissement Prades zugeteilt.
Das Dorf war ab 2003 als eines der Plus beaux villages de France (Schönste Dörfer Frankreichs) klassifiziert.

## Geografie
Das südfranzösische Bergdorf mit 313 Einwohnern (Stand 1. Januar 2022) befindet sich auf gut 700 Meter im Conflent und im Tal der Castellane, einem Nebenfluss der Têt. Die Gemeinde liegt im Nordosten des Regionalen Naturparks Pyrénées Catalanes etwa 55 Kilometer westlich der Großstadt Perpignan. Eine 12 Kilometer lange Serpentine führt von Prades hinauf zum Dorf, das per Luftlinie berechnet kaum 5 Kilometer südwestlich von der Kleinstadt liegt.
Die Gemeinde ist mit fast 72 Quadratkilometern vergleichsweise groß, zum Gemeindegebiet zählt u. a. auch die 13 Kilometer entfernte und 1506 Meter hohe Passhöhe Col de Jau, mit welcher sich Mosset „rühmt“, das kleinste Skigebiet der Welt zu besitzen.

## Geschichte
Mosset war im Mittelalter befestigt. Im Früh- und Hochmittelalter gehörten die Burg und das dazugehörige Lehen den Grafen von Cerdagne. Die Burg und die Kirche dominieren noch heute das Dorfbild.

### Bevölkerungsentwicklung
Um das Jahr 1860 zähle Mosset noch über 1200 Einwohner.
| Jahr      | 1962 | 1968 | 1975 | 1982 | 1990 | 1999 | 2009 |
| --------- | ---- | ---- | ---- | ---- | ---- | ---- | ---- |
| Einwohner | 330  | 289  | 269  | 234  | 266  | 293  | 295  |

## Sehenswürdigkeiten

### Kapelle

#### Architektur
Die Kapelle Chapelle Notre-Dame de Corbiac wurde ursprünglich im romanischen Stil erbaut. Der Grundriss des Sakralbaus ist einfach gehalten: dem auffallend gedehnten Langhaus mit Satteldach ist eine halbrunde, etwas niedrigere Apsis mit flachem Kegeldach angebaut. Die Apsis ist mit Fresken aus dem 16. und 17. Jahrhundert verziert. Der zweibogige kleine Glockengiebel besitzt primitive romanische Kapitelle. Das Langhaus verfügt über ein gebrochenes Tonnengewölbe. Die Galerie ist aus dem Ende des 16. Jahrhunderts. Viele Teile der ursprünglichen Innenausstattung sind heute in der Kirche Saint-Julien untergebracht, wie zum Beispiel eine hölzerne Marienstatue aus der Gründungszeit der Kapelle. Der Sakralbau ist seit 2000 ein französisches Kulturdenkmal.

#### Geschichte
Die Kapelle und das Kloster wurden im Jahre 1062 von Chevalier de Beranger Corbiac gegründet. Fertiggestellt war der Bau im 13. Jahrhundert. Erstmals schriftlich erwähnt ist die Kapelle unter dem Namen Ecclesia Sanctae Mariae Corbiaco in einer Schenkungsurkunde von 1334. 1549 ließ Baron de Mosset Don Gérard de Cruilles vor Ort das Mausoleum Mausolée des Cruilles de Santa Pau errichten, überließ es aber 1575 dem Orden der Dreieinigkeit. Pierre d’Oriola gründete ein neues Kloster und wurde zu seinem ersten Prior. Obwohl der Orden nur wenige Mönche anzog, wurde die Abtei bald ausgebaut. 1610 verließen die Trinitarier den Ort und die Augustiner übernahmen das Priorat. Im Verlauf des 18. Jahrhunderts nahm die Bedeutung des Ortes kontinuierlich ab, bis er mit der Französischen Revolution ganz in Vergessenheit geriet und die Kapelle langsam zerfiel.
Heute ist sie im Besitz eines englischen Ehepaars, welches sich um die Restauration bemüht. Die kürzlich wiederhergestellten Renaissance-Wandmalereien aus dem 16. Jahrhundert sind einzigartig in der Roussillon.

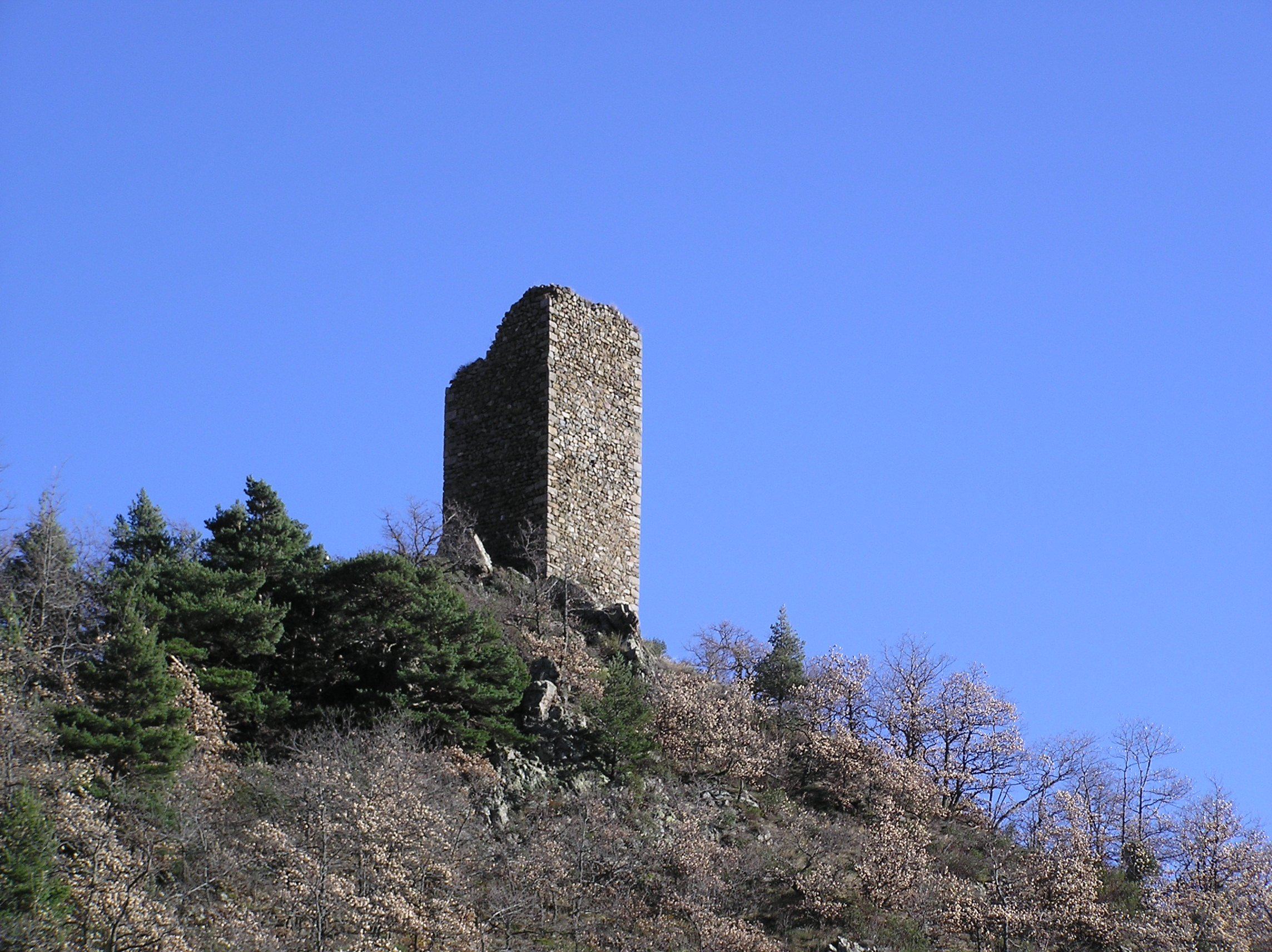
Tour de Mascarda

### Weitere Einrichtungen
- Die Überreste der mittelalterlichen Burg aus dem 11. Jahrhundert beherbergen heute – brutal aufgeteilt – mehrere private Residenzen.
- Die Kirche Église Saint-Julien
- Der Wachturm Tour de Mascarda aus dem Jahre 1242 mit viereckigem Grundriss steht auf halbem Weg zum Col de Jau und zeugt von der strategischen Bedeutung dieses Passes im Mittelalter.
- Tour des parfums nennt sich ein zylinderförmiger Bau, der ein Museum beherbergt. Besucher können hier auf spielerische und interaktive Art und Weise ihren Geruchssinn an Parfüms, an Gerüchen, wie sie bei der Ausübung verschiedener Handwerke auftreten, oder an solchen, welche die Natur bereithält, testen und schärfen.

- Mosset ist Sitz der Fondation Krüger, die aus der von dem Ehepaar Pitt und Yvès Krüger gegründeten Exil-Schule La Coûme hervorgegangen ist. Als Nachfolgeeinrichtung von La Coûme wird heute von der Fondation Krüger hier die internationale Begegnungsstätte Mas de la Coume betrieben.[4]

## Veranstaltungen
Die Opéra Mosset ist eine Freilichtaufführung, welche Ende Juli und Anfang August stattfindet. Die Veranstaltung hat Tradition und jedes Jahr wird eine andere populäre Oper oder Operette aufgeführt.